# Placa calefactora

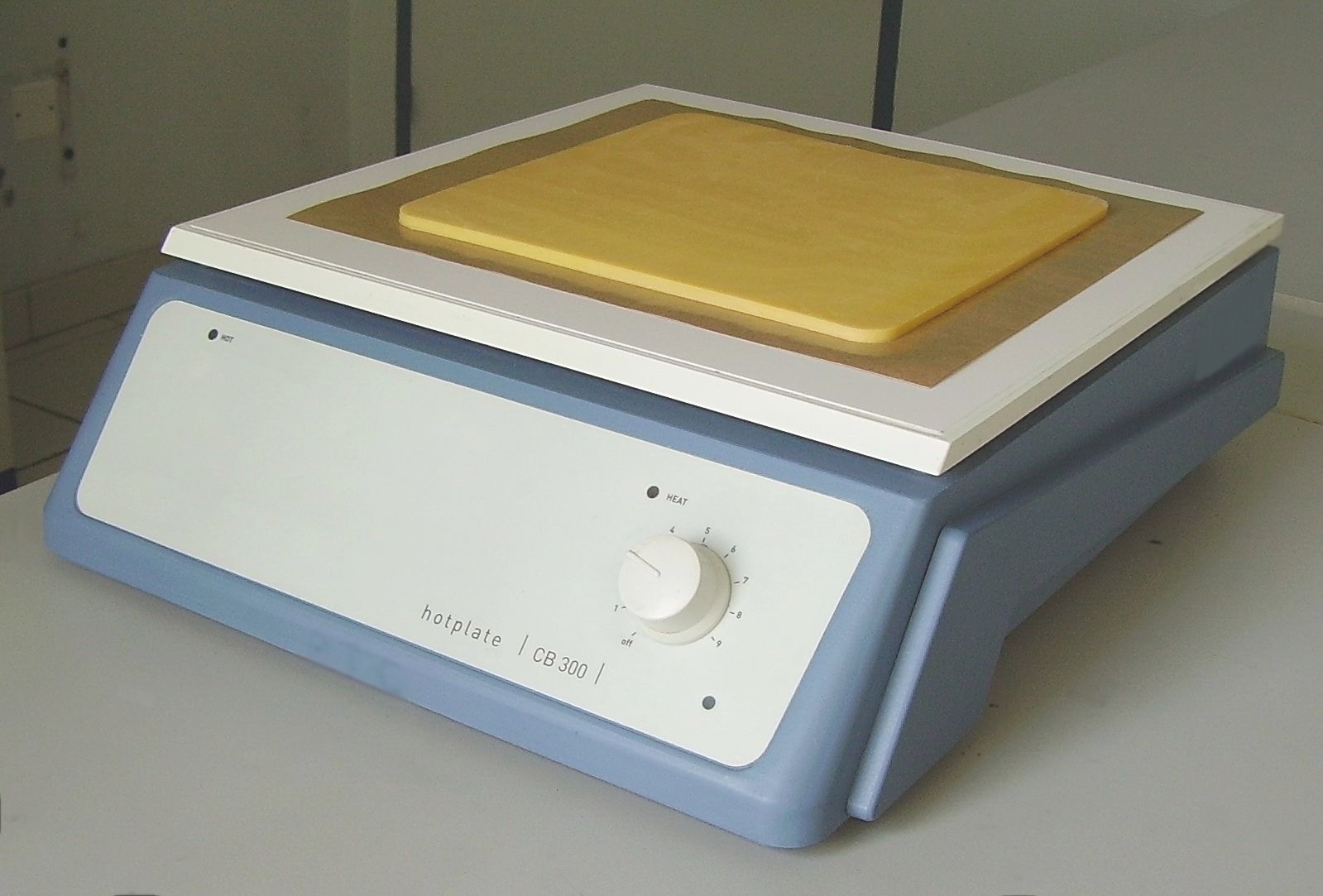
Placa calefactora de laboratorio con superficie de cerámica sobre la que se ha colocado una placa de un material polímero termoplástico inyectado (4 mm de espesor), colocadas sobre una hoja de papel siliconado antiadherente), con el fin de conseguir su reblandecimiento (en torno a 80 °C) para facilitar su corte.

Una placa calefactora es un pequeño aparato de sobremesa, portátil y autónomo, que posee uno o más elementos de calefacción eléctrica, y que se emplea para calentar recipientes con líquidos, de forma controlada.

## Uso en el laboratorio
En el laboratorio, las placas calefactoras se utilizan generalmente para calentar el material de vidrio o su contenido. Poseen un selector de potencia que permite ajustar la emisión térmica y el tiempo necesario para calentar un determinado recipiente.
Una placa analógica típica tiene unas dimensiones aproximadas de 300 x 300 mm y una superficie de cerámica capaz de resistir el ataque químico. Alcanzan temperaturas máximas en la superficie de hasta 450 °C, aunque por lo general no se emplean temperaturas tan elevadas. 
Sus aplicaciones son muy variadas, aunque predomina el calentamiento de recipientes con líquidos como vasos de precipitados, matraces de fondo plano... Se deben cumplir las instrucciones de uso y mantenimiento y cumplir los requisitos de seguridad para evitar accidentes.

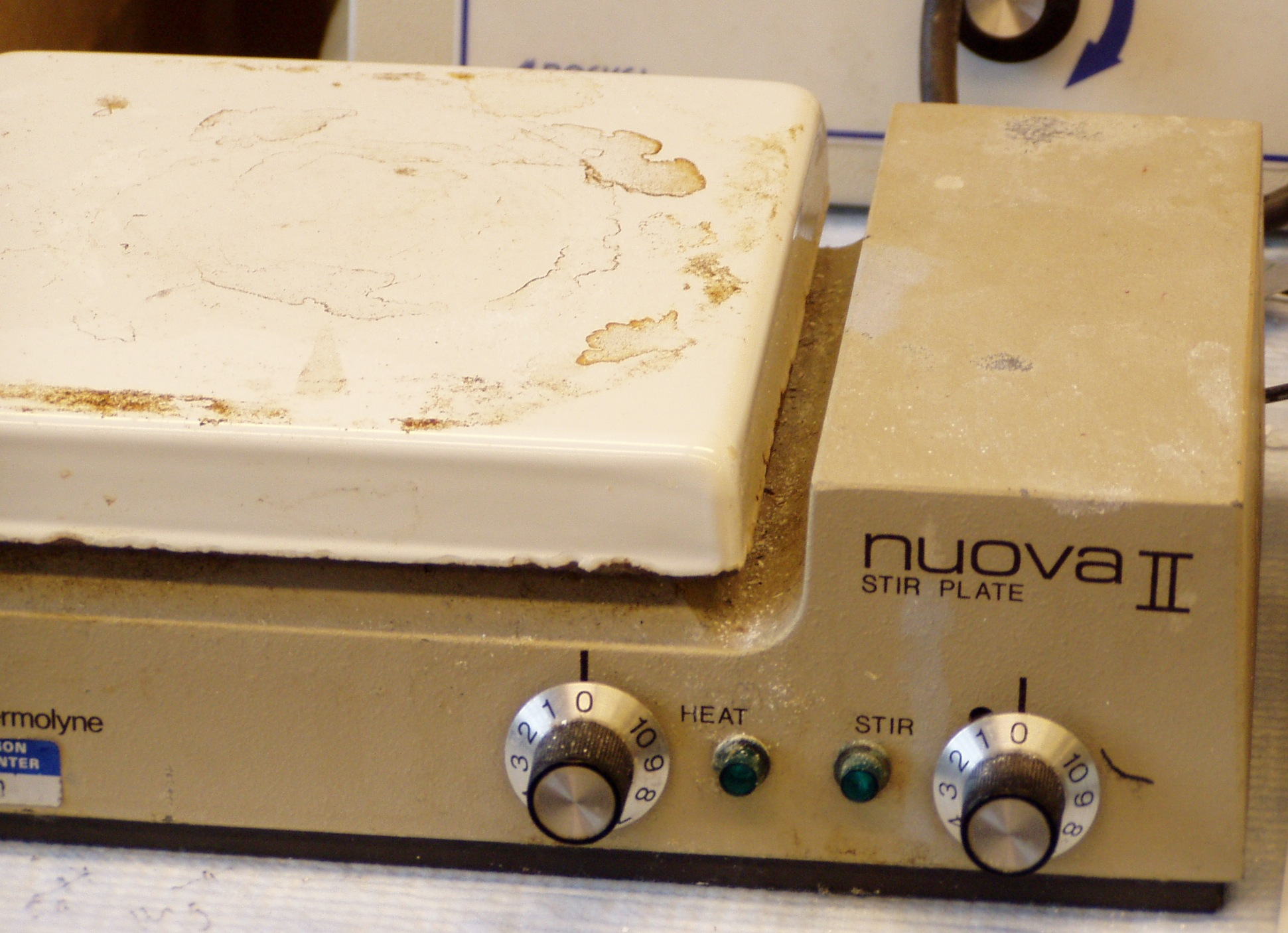
Placa calefactora de laboratorio acoplada a un agitador magnético empleada para preparar sustancias químicas y disoluciones.

Algunas placas también contienen un agitador magnético, permitiendo que el líquido calentado se agite de forma automática si introducimos en él un pequeño imán o barra de agitación.

## Uso en la cocina
La calefactora se puede utilizar como un solo aparato, pero a menudo se utiliza como sustituto de uno de los quemadores de gas de la hornilla de la cocina, que se utilizan en la preparación de alimentos, por lo general en lugares donde una cocina de gas no sería conveniente ni práctica. Debido a que una placa calefactora aislada se puede mover fácilmente de un lugar a otro, se debe prestar atención para asegurar que haya espacio suficiente entre el aparato y la ubicación de materiales combustibles. Además, una placa calefactora no debe estar ubicada en un lugar donde el control de potencia del aparato sea accesible a los niños y otras personas que no estén familiarizadas con la operación.
Este tipo de equipo de cocina funciona típicamente con electricidad, sin embargo, las placas calefactoras de combustión de gas no eran infrecuentes en el siglo XIX y el siglo XX y todavía están disponibles en diferentes mercados alrededor del mundo. Las placas calefactoras pueden ser ambientalmente admisibles, si el calor generado en ellas proviene de recursos renovables. Además, el bajo costo de las placas (por lo general poco más de 20 € por una placa de 1.000 Vatios) les permite ser utilizadas en el mundo en desarrollo o por aquellas personas que tienen un presupuesto limitado. Como tal, las placas calefactoras se pueden considerar una tecnología apropiada.
Algunas placas calefactoras se emplean en cocinas profesionales para mantener la temperatura de los alimentos ya cocinados, en buenas condiciones de calor y seguridad alimentaria.